# Daniel Gravius

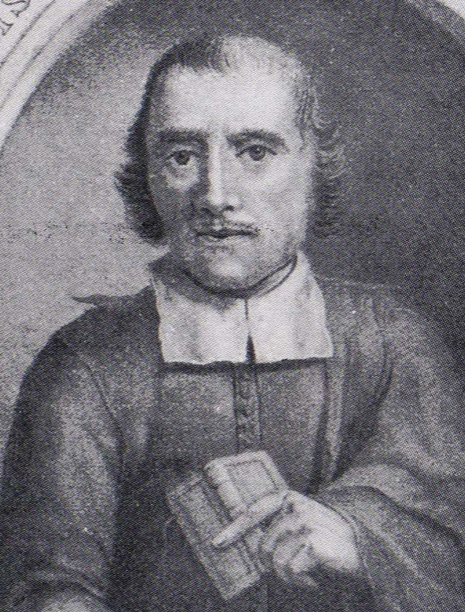
Daniel Gravius

Daniel Gravius (auch: Daniel van de Graaff, Daniel van de Graef, Daniel Grauw; * 1616, Dordrecht, Republik der Sieben Vereinigten Provinzen; † 1681, Middelburg) war ein niederländischer Missionar in Niederländisch-Formosa (Taiwan). Er war ein begabter Linguist und übersetzte Teile der Bibel und anderer christlicher Texte ins Siraya. Nach einem Zerwürfnis mit Nicolaas Verburg, dem Gouverneur von Formosa, wurde er wegen Verleumdung angeklagt und seiner Ämter entbunden. Später wurde er völlig rehabilitiert und kehrte in die Niederlande zurück.

## Missionar in Formosa
Gravius wird in den Quellen das erste Mal als Prediger in Aardenburg erwähnt. Er hielt sich zwei Jahre in Batavia (Jakarta) auf, wo er ausgebildet wurde und darauf wartete, an eine Missionsstation entsandt zu werden. Dort heiratete er auch seine erste Frau Maria Poots, bevor er 1647 nach Formosa gesandt wurde und sich im Dorf Soulang (heute Jiali) niederließ. Er vermittelte den Einheimischen die Idee, Zugtiere zum Pflügen zu halten. Gravius übersetzte christliche Schriften in die heute ausgestorbene Siraya-Sprache, ebenso Teile der Bibel wie das Matthäus- und Johannes-Evangelium und ferner auch einen Katechismus. Oft ergänzte er Beispiele, um die Bedeutung für die Einheimischen zu erklären. Seine linguistische Arbeit wurde später von Forschern genutzt, um die Kultur der Siraya zu erforschen; interessant ist hierbei zum Beispiel, dass die Siraya keine Worte für Glücksspiel, „Bedienstete“ oder Sklaverei kannten.
In seinem Dorf erhielt Gravius nicht nur religiöse Funktion, sondern war auch ein oberster residierender Gerichtsvollzieher. Diese Doppelrolle war schon oft von den Geistlichen beklagt worden, was aber vom Rat von Formosa, der Regierung der Kolonie, geflissentlich ignoriert wurde. 1651 schrieb Gravius an den Gouverneur Nicolaas Verburg und beschwerte sich über seinen Vorgesetzten, Super-Factor Dirck Snoucq. Er beschuldigte ihn als eine Person von hässlichem Charakter. Zum Leidwesen von Gravius stellte sich Verburg auf die Seite von Snoucq.
Gouverneur Verburg umging den gewöhnlichen Dienstweg, auf dem normalerweise ein solcher Prozess geführt werden musste. Er verhängte gegen Gravius eine Strafe von 1.000 Gulden und startete eine beißende Kampagne gegen ihn und den Klerus. Die Verantwortlichen in der Kolonie begannen Parteien zu bilden. Ein Bevollmächtigter wurde von Batavia entsandt, um den Streit zu beenden. Dieser Bevollmächtigte, Willem Verstegen, erkannte beide Seiten für schuldig und empfahl, dass die Kleriker von ihren richterlichen Aufgaben entbunden würden, um weitere Konflikte zu vermeiden. Gravius ging 1651 nach Batavia, um beim Gouverneur von Niederländisch-Indien Carel Reyniersz und seinem Nachfolger Joan Maetsuycker gegen seine Verurteilung Berufung einzulegen. Er blieb dort drei Jahre lang, bevor er für unschuldig befunden wurde und sein Geld zurückerstattet wurde. Dann kehrte er in die Niederlande zurück und arbeitete als Prediger. Er heiratete ein zweites Mal in Veere und starb 1681 in Middelburg.

## Werke
- Het heylige Euangelium Matthei en Johannis. Ofte Hagnau ka d'llig matiktik ka na sasoulat ti Mattheus ti Johannes appa. (Das Evangelium des Matthäus in Formosan. Sinkang Dialekt und Dutch.) Amsterdam, Michiel Hartogh 1661.
- The Gospel of St. Matthew in Formosan (Sinkang dialect) with corresponding versions in Dutch and English. Mit William Campbell, Trubner, London 1888.
- Patar ki tna-'msing-an ki Christang ofte. 't Formulier des Christendoms. Formulary of Christianity in the Siraya language of Formosa. Amsterdam,  Michiel Hartogh 1661.